# Катарина Дамиан Зеленика
Катарина Дамиан Зеленика (Београд, 19. април 1925 - Београд, 26. јун 2001) српски лекар, патофизиолог и универзитетски професор. Позната по свом раду у пољу експерименталне ендокринологије и проучавању оштећења гонада. 

## Образовање и каријера
Дипломирала је Медицински факултет у Београду, а каријеру је започела на Институту за патолошку физиологију 1955. године. Касније је била асистент, затим и ванредни професор 1978. године, а исте године је одбранила и докторску дисертацију на тему „Имунолошке реакције индуковане антигенима герминативних структура гонада." 
Као стипендиста Светске здравствене организације била је пет месеци на Институту за канцерологију и имунологију у Паризу. Током своје каријере највише је истраживала експерименталну ендокринологију, оштећење гонада, њихове секреторне и репродуктивне функције.

### Пројекти
Током своје каријере учествовала је у више истраживачких пројеката попут „Ендокринолошки аспекти репродукције" и „Патофизиолошки аспекти измене у корелативним односима гонада, аденохипофизе и њихов утицај на процесе репродукције."

### Организације
Била је члан Редакционог одбора часописа Српски архив за целокупно лекарство и Савеза друштва физиолога Југославије.

## Селективна библиографија
Као истраживач и професор објављивала је радове, уџбенике и скрипте.
- Патолошка физиологија - специјални део. Бг 1977
- Патолошка физиологија - практикум, Бг 1995[1]